# Lago Chuzenji
O Lago Chūzenji (em japonês 中禅寺湖 Chūzenji-ko) é uma lago de cratera situado no Parque Nacional de Nikko, na cidade de Nikko, província de Tochigi no Japão.
Há 20 000 anos, quando o monte Nantai entrou em erupção e bloqueou o rio, criou-se este lago com uma área de 11,62 km² e um perímetro de 25 km. O Chūzenji-ko encontra-se a de 1 269 m de altitude, e a água atinge uma profundidade máxima de 163 m. O Yukawa é o principal afluente do lago no qual existem ainda as cataratas de Kegon.